# Moto Psycho
Moto Psycho — песня американской хэви-метал-группы Megadeth с альбома The World Needs a Hero 2001 года.
«„Moto Psycho“ — это песня о движении, а точнее, о парне, который встает, едет на работу, возвращается домой, встает, едет на работу, возвращается домой и тратит половину своего дня на дорогу, а вторую половину работает или спит. Человек в колесе для хомяка» (Дэйв Мастейн, 2001 год) .

## Список композиций
1. «Moto Psycho»
2. «Dread and the Fugitive Mind» [2]

## Популярная культура
Композиция является главной темой игры «Heavy Metal: Geomatrix» для приставки Dreamcast.

## Участники записи
- Дэйв Мастейн — гитара, вокал
- Эл Питрелли — гитара
- Дэвид Эллефсон — бас-гитара
- Джимми Деграссо — барабаны

## Позиции в чартах
| Год  | Сингл         | Чарт                   | Позиция |
| ---- | ------------- | ---------------------- | ------- |
| 2001 | «Moto Psycho» | Mainstream Rock Tracks | 22      |